# Zemianska Závada
Zemianska Závada je původně samostatná obec v okrese Považská Bystrica. V současnosti je součástí obce Prečín.
Leží v Súľovských vrších, v jihozápadním cípu podcelku Súľovská kotlina, ze tří stran je obklopena Súľovskými skalami. Střed obce se nachází v nadmořské výšce 430 m n. m., protéká jím Závadský potok. Zemianska Závada se nachází 6 km jihozápadně od Prečína, je přístupná odbočením ze silnice II/517 mezi Domanižou a Přečínem.
Bylo zde odkryté sídliště lidu lužické kultury z mladší doby bronzové a sídliště púchovské kultury z přelomu letopočtů. Nad obcí roste památná lípa. Závěr dolinky (vede do ní přístupová cesta) tvoří bralnaté vápencové útvary, nacházejí se zde i krátké krápníkové jeskyně.
Má vlastní katastrální území, které je po osamostatnění sousední obce Počarová odděleno od katastrálního území Prečína. Leží na území CHKO Strážovské vrchy.